# ماجدالينا فاليريو
ماجدالينا فاليريو كورديرو (بالإسبانية: Magdalena Valerio Cordero)‏ (من مواليد 27 سبتمبر 1959)، هي خبيرة قانونية وسياسية إسبانية في حزب العمال الاشتراكي الإسباني، وقد قضت معظم حياتها السياسية في منطقة قشتالة-لا مانتشا المتمتع بالحكم الذاتي. وهي حالياً وزيرة العمل والهجرة والضمان الاجتماعي في حكومة إسبانيا.

## النشأة والوظيفة
ولدت في توريموشا، مقاطعة كاسيريس، في 27 سبتمبر 1959، درست الحقوق في جامعة كومبلوتنس بمدريد، وتخرجت هناك في عام 1985. كانت مقيمة في غوادالاخارا منذ عام 1989. عملت كمدربة امتحانات ومنسقة العمل والضمان الاجتماعي في مركز دراسات فيلازكيز أدماس
(بالإسبانية:  Centro de Estudios Velázquez-ADAMS)‏ بين 1986-1990. وهي ضابط في هيئة إدارة الضمان الاجتماعي ومقياس إدارة التوظيف في المعهد الوطني لإدارة التوظيف (INEM). عملت أيضًا كرئيس لمكتب شؤون الموظفين في مجلس الإدارة المحلي لمعهد الشيخوخة والخدمات الاجتماعية (INSERSO) في غوادالاخارا بين 1991 و 1994، ثم كنائبة مدير الإدارة الاقتصادية الإدارية والسكرتيرة المحلية في المعهد الوطني للصحة (INSALUD) في غوادالاخارا بين 1994 و 1999.

## الحياة السياسية
في الانتخابات المحلية عام 1999 ، تم انتخابها مستشارة في مجلس مدينة غوادالاخارا، وأعيد انتخابها في عام 2003 عندما تم تعيينها نائبة عمدة ثانية وعضو مجلس الاقتصاد والمالية والمشتريات والتراث ومشاركة المواطن. في سبتمبر 2005، تم تعيينها وزيرة للعمل والتوظيف في Castilla-La Mancha، وفي عام 2007، وزيرة للسياحة والحرف اليدوية. في سبتمبر 2008 ، أصبحت الوزيرة الإقليمية للإدارة العامة والعدل. في الانتخابات الإقليمية لعام 2007 ، ترأست قائمة PSOE لغوادالاخارا، وفازت بمقعد في كورتيس الإقليمي . 
في يوليو 2008 ، تم انتخابها كعضو في اللجنة التنفيذية الإقليمية ل PSOE في CLM وفي أكتوبر من نفس العام تم انتخابها أمينة عامة للجنة التنفيذية البلدية في Guadalajara Capital. أيضا، من 2000 إلى 2012 كانت عضوا في اللجنة الإقليمية PSOE من CLM. في مايو 2010 ، استقالت من مجلس الحكومة لتعيين مندوبة في مجلس مجتمعات Castilla-La Mancha. في نفس العام فازت في الانتخابات التمهيدية لتكون مرشح PSOE لمجلس مدينة غوادالاخارا. بعد الهزيمة الاشتراكية في انتخابات عام 2011 ، استمرت في قيادة المعارضة في قاعة المدينة.
يتصدر بطاقة PSOE في غوادالاخارا في الانتخابات العامة لعام 2011 ، وفاز بمقعد في كورتيس جينرالز . 

### التنصيب كوزيرة
قام رئيس الوزراء الإسباني الجديد بيدرو سانشيز بتعيينها وزيرة في الحكومة الجديدة إثر اقتراح الرقابة الذي قدمته حزب العمال الاشتراكي الإسباني ضد الحكومة السابقة لماريانو راخوي (عضو حزب الشعب) والذي تم تنفيذه في 1 يونيو 2018. صدق فيليبي السادس بموجب مرسوم ملكي صدر في يونيو على تعيينها لحافظة وزير العمل والهجرة والضمان الاجتماعي .  في 7 يونيو، أقسمت اليمين أمام الملك في قصر زارزويلا .  